# Ellrich
Ellrich is een gemeente in de Duitse deelstaat Thüringen, en maakt deel uit van de Landkreis Nordhausen.
Ellrich telt 5.394 inwoners. In de nabijheid bevond zich aan het einde van de Tweede Wereldoorlog het KZ-Außenlager Ellrich-Juliushütte waar duizenden vooral Franse, Poolse en Russische gevangenen het leven lieten. Onder de slachtoffers bevonden zich ook enkele tientallen Belgen en Nederlanders.

## Plaatsen in de gemeente Ellrich
- Appenrode
- Cleysingen
- Gudersleben
- Rothesütte
- Sülzhayn
- Werna
- Woffleben

## Geboren in Ellrich
- Hermann Pecking (januari 1879) componist en musicus

Bleicherode · Ellrich · Etzelsrode · Friedrichsthal · Görsbach · Großlohra · Hainrode/Hainleite · Harztor · Heringen/Helme · Hohenstein · Kehmstedt · Kleinbodungen · Kleinfurra · Kraja · Lipprechterode · Niedergebra · Nohra · Nordhausen (stad) · Sollstedt · Urbach · Werther · Wipperdorf · Wolkramshausen